# Criptònim
Un criptònim, nom de codi o nom en clau és el nom secret que es dona a operacions militars, investigacions jurídiques o policíaques per tal d'evitar que durant la preparació, si es filtressin informacions, aquestes poguessin alertar les persones o entitats concernides i així fer fracassar l'operació en permetre a les persones investigades o al subjecte de la campanya militar de preparar la seva defensa o destruir proves. També s'utilitzen per a poder parlar de persones sense que un tercer pugui entendre de qui es tracta de veritat, com el famós personatge literari Agent 007 per a James Bond. Al màrqueting o projectes cinematogràfiques serveixen per amagar el nom definitiu fins que el producte o la pel·lícula surt definitivament, i fomentar així la curiositat del públic.
La paraula prové de l'adjectiu del grec antic κρυπτος (cryptos), secret i el sufix -ònim, nom.

## Uns exemples de criptònims
Militars
- Fall Grün (1938), pla de la Wehrmacht d'annexió de Txecoslovàquia
- Operació Barbarroja (1941), invasió alemanya de la Unió Soviètica
- Operació Gomorra (1943), sèrie d'atacs aèris pels aliats sobre Hamburg
- Dia D (1944), Desembarcament de Normandia
- Operació Downfall, (1945), invasió del Japó pels aliats
- Gerónimo (2011), nom en clau per a Ossama bin Laden[3]

Investigacions jurídiques
- Cas Taula
- Cas Gürtel